# Lee Sang-yoon (attore)
Lee Sang-yoon (hangeul: 이상윤; Seul, 15 agosto 1981) è un attore sudcoreano.
Fu scoperto all'età di ventiquattro anni mentre camminava per le strade di Yeouido. Debuttò nel 2005 nella pubblicità della birra Hite, passando poi alle serie televisive. Nel 2013, si laureò in Fisica all'Università Nazionale di Seul. Era entrato come matricola nel 2000, ma la carriera di attore e il servizio militare obbligatorio lo costrinsero a numerose assenze, ritardando la laurea.

## Filmografia

### Cinema
- Saekjeuksigong 2 (색즉시공 2), regia di Yoon Tae-yoon (2007)
- Santa Barbara (산타바바라), regia di David Cho (2014)
- Okay! Madam (오케이! 마담?), regia di Lee Chul-ha (2020)

### Televisione
- Byeonsin (드라마시티 - 변신) – film TV (2007)
- Air City (에어시티) – serie TV (2007)
- Haneul yeon-in (드라마시티 - 하늘 연인) – serie TV (2007)
- Mi-una go-una (미우나 고우나) – serie TV (2007)
- Sin-ui jeo-ul (신의 저울) – serie TV (2008)
- Saranghae, uljima (사랑해, 울지마) – serie TV (2008)
- Maenddang-e heding (맨땅에 헤딩) – serie TV (2009)
- Jejung-won (제중원) – serie TV (2010)
- Insaeng-eun areumda-wo (인생은 아름다워) – serie TV (2010)
- Jeulgeo-un na-ui jip (즐거운 나의 집) – serie TV (2010)
- Jjakpae (짝패) – serie TV (2011)
- Nae ttal Seo-yeong-i (내 딸 서영이) – serie TV (2012)
- Bur-ui yeosin Jeong-i (불의 여신 정이) – serie TV (2013)
- Angel Eyes (엔젤 아이즈) – serie TV (2014)
- Liar Game (라이어 게임) – serie TV, 12 episodi (2014)
- Chakhaji anh-eun yeojadeul (착하지 않은 여자들) – serie TV, episodio 3 (2015)
- Dubeonjjae seumusal (두번째 스무살) – serie TV (2015)
- Gonghangganeun gil (공항 가는 길) - serie TV (2016)
- Meomchugo sip-eun sun-gan: About Time (멈추고 싶은 순간: 어바웃타임?) – serie TV (2018)
- VIP (브이아이피?) – serie TV (2019)
- One the Woman (원 더 우먼?, Won deo u-meon) (2021)
- Pandora - Al di là del Paradiso (판도라: 조작된 낙원?, Pandora: Jojakdoe nag-wonLR) – serie TV (2023)

## Riconoscimenti
| Anno | Premio                                  | Categoria                                          | Opera nominata                              | Risultato       |
| ---- | --------------------------------------- | -------------------------------------------------- | ------------------------------------------- | --------------- |
| 2009 | Korea Broadcasting Awards               | Best Newcomer, TV Actor category                   | Saranghae, uljima                           | Vincitore/trice |
| 2010 | MBC Drama Awards                        | Best New Actor                                     | Jeulgeo-un na-ui jip                        | Vincitore/trice |
| 2012 | Korean Culture and Entertainment Awards | Popularity Award, Actor in a Drama                 | Nae ttal Seo-yeong-i                        | Vincitore/trice |
| 2012 | KBS Drama Awards                        | Best Couple Award con Lee Bo-young                 | Nae ttal Seo-yeong-i                        | Vincitore/trice |
| 2013 | Asia Model Festival Awards              | BBF Popular Star Award                             |                                             | Vincitore/trice |
| 2013 | Baeksang Arts Awards                    | Best Actor (TV)                                    | Nae ttal Seo-yeong-i                        | Candidato/a     |
| 2013 | Korea Drama Awards                      | Excellence Award, Actor                            | Nae ttal Seo-yeong-i, Bur-ui yeosin Jeong-i | Candidato/a     |
| 2013 | APAN Star Awards                        | Excellence Award, Actor                            | Nae ttal Seo-yeong-i                        | Candidato/a     |
| 2013 | MBC Drama Awards                        | Excellence Award, Actor in a Special Project Drama | Bur-ui yeosin Jeong-i                       | Candidato/a     |
| 2014 | SBS Drama Awards                        | Excellence Award, Actor in a Drama Special         | Angel Eyes                                  | Candidato/a     |
| 2014 | SBS Drama Awards                        | Best Couple Award con Ku Hye-sun                   | Angel Eyes                                  | Candidato/a     |